# 松本卓夫
松本 卓夫（まつもと たくお、1888年6月19日 - 1986年11月28日）は日本の牧師、新約聖書学者である。

## 経歴

### 幼少期・学生時代
1888年（明治21年）岩手県盛岡市にメソジスト派の牧師松本総吾の三男として生まれる。
鎮西学院高等部卒業後、1912年に関西学院神学部を卒業する。1913年（大正2年）に渡米し、オハイオ・ウェスレアン大学、ドルー神学大学、ペンシルベニア大学院、ユニオン神学校大学院で学び、1919年に帰国する。

### 教授・牧師時代
1919年（大正8年）より青山学院神学部の教授に就任する。東京女子大学、津田塾大学講師も兼任する。
1923年（大正12年）に日本メソヂスト教会の按手礼を受けて、牧師になる。
1941年（昭和16年）より広島女学院院長、広島女学院大学学長を兼任する。1945年（昭和20年）8月6日、広島市への原子爆弾投下により校舎で被爆し、妻と670名の生徒が死亡する。半年後、被爆体験より世界平和運動の会を結成する。
1948年（昭和23年）日本基督教団広島牛田教会を創立し、初代牧師に就任する。
1951年（昭和26年）には、日本聖書協会口語訳聖書翻訳委員長となり、藤沢市に転居する。1955年（昭和30年）に藤沢教会の名誉牧師になる。
1960年（昭和35年）に静岡英和女学院院長、短期大学学長に就任する。1969年に静岡英和女学院を辞任し、ヒロシマ・フレンドシップ・センターの名誉館長に就任する。
1970年（昭和45年）にキリスト教功労者の表彰を受ける。
世界平和研究団団長、恵泉学園、平和学園理事長などを務め、1986年（昭和61年）に死去する。